# Stanisław Mackiewicz

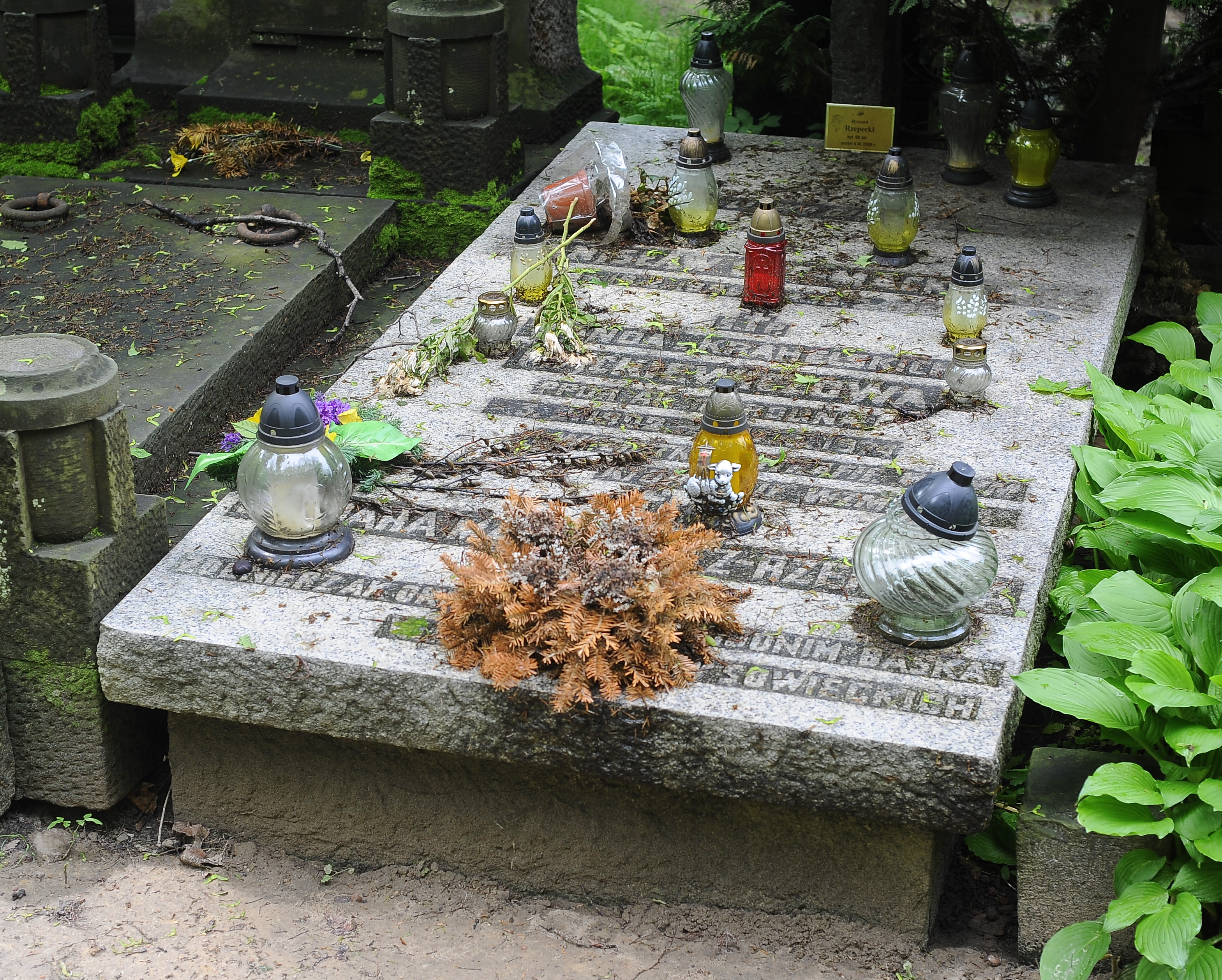
Grób Mackiewicza na cmentarzu Powązkowskim (2010)

Stanisław Mackiewicz, pseudonim „Cat” (Cat-Mackiewicz; ur. 6 grudnia?/18 grudnia 1896 w Petersburgu, zm. 18 lutego 1966 w Warszawie) – polski prawnik, wydawca i pisarz, konserwatywny publicysta polityczny. Związany z nieformalnym ugrupowaniem ziemiańskim tzw. żubrów kresowych, monarchista. W latach 1922–1939 redaktor dziennika „Słowo” w Wilnie. W 1939 opuścił kraj i przez Litwę udał się do Francji. W latach 1954–1955 premier rządu Rzeczypospolitej Polskiej na uchodźstwie. W sierpniu 1955 został zarejestrowany przez Departament I Komitetu do spraw Bezpieczeństwa Publicznego jako kontakt operacyjny Rober. Dzięki pomocy bezpieki wydał broszurę Od małego do wielkiego Bergu. Od marca do czerwca 1956 otrzymywał pieniądze oficera wywiadu z Departamentu I. Również w czerwcu 1956 roku przyjechał na stałe do PRL.

## Życiorys

### Przed 1918
Pochodził ze zubożałej polskiej rodziny ziemiańskiej pieczętującej się herbem Bożawola. Jego ojciec Antoni był dyrektorem i współwłaścicielem petersburskiej firmy importującej wina „Fochts i Spółka”. Matka, Maria z Pietraszkiewiczów, pochodziła z Krakowa, była stryjeczną wnuczką Onufrego Pietraszkiewicza. Był starszym bratem pisarza Józefa Mackiewicza. Jest dziadkiem Piotra Niemczyka. Jego siostra Seweryna była matką pisarza Kazimierza Orłosia oraz babką aktora i dziennikarza Macieja Orłosia. Od 1905 roku uczęszczał do elitarnej Peterschule, założonej przez cesarza Piotra I. W 1907 rodzina Mackiewiczów przeniosła się do Wilna, gdzie Stanisław uczęszczał do Gimnazjum im. Cara Aleksandra I, a od 1910 do prywatnego Gimnazjum im. N.A. Winogradowa. W 1913 przerwał naukę w gimnazjum i wyjechał do Krakowa, gdzie był wolnym słuchaczem Uniwersytetu Jagiellońskiego. W maju 1914 powrócił do Wilna. Studiował także prawo na Uniwersytecie Warszawskim oraz Uniwersytecie Stefana Batorego w Wilnie, zdobywając tytuł magistra. Od 1916 był członkiem Związku Młodzieży Polskiej „Zet”, w 1917 związał się z Polską Organizacją Wojskową. Podczas wojny polsko-bolszewickiej (1919–1920) wstąpił ochotniczo do partyzanckiego oddziału jazdy mjr. Władysława Dąbrowskiego (późniejszy 13 pułk Ułanów Wileńskich).

### II Rzeczpospolita
W 1920 ożenił się z Wandą Krahelską, z którą miał dwie córki: Barbarę Rzepecką i Aleksandrę Niemczykową. W latach 1922–1939 był założycielem, wydawcą i redaktorem naczelnym wydawanego w Wilnie dziennika „Słowo”, popieranego i finansowanego przez kresowe środowisko ziemiańskie, głównie przez Jana Tyszkiewicza. 
Stanisław Mackiewicz był zwolennikiem Józefa Piłsudskiego; po przewrocie majowym (1926) doprowadził do spotkania Józefa Piłsudskiego z arystokracją na zamku w Nieświeżu 25 października 1926. W okresie od 1928 do 1935 był posłem na Sejm z ramienia BBWR. W 1931 odbył podróż po Związku Radzieckim, której owocem była publicystyczna książka Myśl w obcęgach, rzetelnie opisująca i krytykująca tamtejsze stosunki. 
Po śmierci Józefa Piłsudskiego znajdował się w pewnej opozycji wobec ostatnich rządów sanacji. W wyborach parlamentarnych 6 listopada 1938 bez powodzenia kandydował do Sejmu RP V kadencji z okręgu wyborczego nr 45 w Wilnie. Startował jako kandydat niezależny (obok gen. Lucjana Żeligowskiego) i był zwolennikiem m.in. uchwalenia nowej ordynacji wyborczej, zniesienia obozu w Berezie Kartuskiej, amnestii dla Adama Doboszyńskiego oraz skazanych w procesie brzeskim, a także ideologii mocarstwowej. Jego głównym rywalem w wyborach był gen. Stanisław Skwarczyński, lider rządzącego OZN, co czyniło wybory w Wilnie istotne na poziomie ogólnokrajowym. Ostatecznie zajął 3. miejsce uzyskując 19% głosów (gen. Żeligowski - 30%; gen. Skwarczyński - 27%; Wiktor Maleszewski - 16%).
Po wkroczeniu wojsk niemieckich do Pragi i upadku Drugiej Republiki Czechosłowackiej, a także wysunięciu przez III Rzeszę ultimatum wobec Litwy, 22 marca 1939, na łamach „Słowa” opublikował artykuł „Dwie doktryny polityczne w Polsce a praktyka polityczna min. Becka”, w którym skonfrontował dwie doktryny polskiej polityki zagranicznej: antyniemiecką (reprezentowaną przez endecję i Front Morges m.in. prof. Stanisława Strońskiego) oraz antyrosyjską (reprezentowaną przez sanację i konserwatystów m.in. Eustachego Sapiehę, ale także samego Mackiewicza). Opisywał w nim m.in., że wybór jednej z tych doktryn powinien był być poprzedzony próbą likwidacji wszystkich sporów z Niemcami. W przypadku powodzenia tej próby należało wybrać doktrynę antyrosyjską, a w przypadku niepowodzenia należało wybrać doktrynę antyniemiecką. Konkludował, że neutralna, a niekiedy życzliwa polityka ministra Becka wobec Niemiec, z którymi nie uzgodnił spraw spornych, jest niebezpieczna, a jej bilans za ostatnie lata jest wybitnie ujemny.
Tego samego dnia o godzinie 15, na schodach przed własnym mieszkaniem, został aresztowany i osadzony w Miejscu Odosobnienia w Berezie Kartuskiej pod zarzutem osłabiania ducha obronnego Polaków. 

W licznych wystąpieniach prasowych (…) redaktor Mackiewicz oddziaływuje na opinię publiczną w sposób prowadzący do podrywania zaufania do zdolności obronnych państwa, obniżania powagi władz państwowych oraz szerzenia się nastrojów defetystycznych w sprawie wewnętrznej i zewnętrznej sytuacji państwa, przeciwdziałając akcji zjednoczenia narodowego w okresie ogólnej konsolidacji społeczeństwa polskiego.

W Berezie poddawany był torturom. Po 17 dniach, podczas których m.in. minister Beck podpisał polsko-brytyjski układ sojuszniczy, w Wielką Sobotę, został wypuszczony na wolność. Ogłosił jednocześnie, że do 24 września rezygnuje z działalności publicystycznej, dziennikarskiej i politycznej.

### II wojna światowa
Po agresji ZSRR na Polskę, wobec zbliżania się Armii Czerwonej do Wilna i opuszczenia miasta przez polski garnizon, przekroczył 18 września 1939 w mundurze oficera rezerwy granicę polsko-litewską i znalazł się na uchodźstwie. Przez Estonię odpłynął do Francji, gdzie znalazł się 31 października 1939. We Francji mianowany przez prezydenta RP Władysława Raczkiewicza członkiem Rady Narodowej RP – substytutu parlamentu przy władzach RP na uchodźstwie. Funkcję członka Rady pełnił do 3 września 1941 – rozwiązania I Rady Narodowej RP w związku z jej sprzeciwem wobec układu Sikorski–Majski. Był ostrym i wytrwałym przeciwnikiem polityki gen. Władysława Sikorskiego, a później Stanisława Mikołajczyka, uważając ją za kapitulancką wobec Józefa Stalina i ZSRR. Po klęsce Francji starał się nakłonić prezydenta Władysława Raczkiewicza do podpisania separatystycznego pokoju z III Rzeszą.

### Okres powojenny
W latach 1946–1950 wydawał w Londynie emigracyjny tygodnik „Lwów i Wilno”. Był premierem rządu RP na uchodźstwie w okresie od 7 czerwca 1954 do 21 czerwca 1955. Pełniąc tę funkcję był jednym z najważniejszych zwolenników prezydenta Augusta Zaleskiego. Pełniąc swoją funkcję nie zrealizował do końca żadnego z postawionych sobie celów: ani nie zorganizował opieki nad skarbami wawelskimi przechowywanymi po wojnie w Kanadzie, ani nie zrobił wiele w sprawie afery Bergu (przyjmowania pieniędzy przez polską emigrację na cele partyjne od wywiadu amerykańskiego w zamian za informacje z Polski).
W sierpniu 1955 został zarejestrowany przez Departament I Komitetu do spraw Bezpieczeństwa Publicznego jako kontakt operacyjny Rober. Dzięki pomocy bezpieki wydał broszurę Od małego do wielkiego Bergu. Od marca do czerwca 1956 otrzymał od oficera wywiadu z Departamentu I 1085 GBP, później jeszcze 300 USD.
14 czerwca 1956 powrócił do kraju (możliwość tę rozważał już od 1947). Na lotnisku Okęcie został przywitany przez Jerzego Putramenta, prezesa Związku Literatów Polskich oraz Zygmunta Przetakiewicza, członka prezydium Stowarzyszenia Pax. Po powrocie do Polski Stanisław Mackiewicz pisał do „Słowa Powszechnego”, „Przeglądu Kulturalnego” oraz „Kierunków”. Był obecny na paksowskich kiermaszach książki, jeździł także po całym kraju z wykładami (prowadził również wykłady z zakresu literatury rosyjskiej na Wydziale Polonistyki UW). W 1957 został członkiem Związku Literatów Polskich oraz Stowarzyszenia Dziennikarzy Polskich (SDP). Publikował głównie w Instytucie Wydawniczym „Pax”. Od początku lat 60 XX w. pisywał też, pod pseudonimem „Gaston de Cerizay”, do paryskiego miesięcznika „Kultura”. W 1964 został sygnatariuszem Listu 34 intelektualistów protestujących przeciwko cenzurze i polityce kulturalnej władz PRL. Mackiewicz odmówił wycofania podpisu pod protestem. W konsekwencji planowano wytoczyć mu proces o działalność na szkodę socjalistycznego państwa poprzez publikacje w „Kulturze”. W listopadzie 1965 został usunięty z SDP. Do procesu politycznego nie doszło z uwagi na śmierć Mackiewicza. Sprawę następnie umorzono.
W swych książkach wydanych w Polsce atakował londyńską emigrację. Krytykował także polityków emigracyjnych w swej publicystyce, np. wicedyrektora Sekcji Polskiej Radia Wolna Europa Tadeusza Żenczykowskiego nazywał ozonowskim Goebbelsem. Powrót Cata do Polski wywołał gwałtowny atak na jego osobę w prasie emigracyjnej.
Zmarł 18 lutego 1966 w Warszawie, po długotrwałej chorobie. Pochowany na cmentarzu Powązkowskim w Warszawie (kwatera 90-3-27).
Od 15 lutego 1920 był żonaty z Wandą Krahelską (1902-1974), żołnierzem AK, z którą miał dwie córki: Barbarę Rzepecką (1921–1994) – matkę Ryszarda Rzepeckiego i Aleksandrę Niemczykową (1924–2011).
Pseudonim Cat (ang. kot) zaczerpnął z opowiadania Rudyarda Kiplinga O kocie, który chadzał własnymi drogami. Wedle innej wersji pseudonim miał być wyrazem jego katolicyzmu. Posługiwał się również pseudonimami: Gallieni Gallus, Quand meme, Gaston de Cerizay. Jego znajomi stwierdzali także jego skłonności do pojedynkowania się i kłótliwości. Powszechnie znane było jego zamiłowanie do kobiet oraz dobrego jedzenia.

## Poglądy

### Konserwatyzm
Mackiewicz był antysocjalistą oraz zwalczał idee demoliberalne. Podstawowymi składnikami konserwatyzmu („zachowawczości”) były według niego:
- „renesans uczuć religijnych”
- „państwowość”, czyli oparcie patriotyzmu na przywiązaniu nie do narodowości, lecz do ojczyzny-państwa
- praworządność
- tradycjonalizm, czyli miłość do tradycji i jej kultywowanie
- zerwanie z teorią suwerenności ludu
- regionalizm
- solidarność wszystkich klas
- obrona produkcji i pracy[24]

Ważnym punktem jego myśli były również arystokratyzm i antydemokratyzm. Opowiadał się także za szeroką decentralizacją, regionalizacją (Koła Ziemskie, czyli sejmiki ziem historycznych Rzeczypospolitej) i samorządnością.

### Monarchizm
Po odzyskaniu przez Polskę niepodległości nie pogodził się z jej republikańską formą rządów i jeszcze przez długi czas walczył o wprowadzenie władzy królewskiej. Uważał, że chociaż nie ma w Polsce ciągłości legitymistycznej żadnej dynastii, to Polska potrzebuje monarchii ze względów strategicznych.
Polska potrzebuje monarchii w celach swojej ekspansji na zewnątrz, dla celów mocarstwowych, dla organicznego związania z Warszawą szeregu państewek, które antybolszewicka reakcja lub antyrosyjski separatyzm powołał do życia. Polska potrzebuje monarchii dla sprężystości na wewnątrz, dla sprawności państwa w walce z wrogiem przemożnym, wrogiem nie narodu polskiego, lecz całej cywilizacji europejskiej – z Bolszewią. Polska potrzebuje monarchii dla przeciwstawienia się psychicznego destrukcyjnej zachłanności psychiki bolszewickiej. (…) Temu przeciwstawia dotychczas Polska tylko różowość pepesiacką, tylko żółtkowatość chadecką i kratkowane poglądy naszej radykalnej inteligencji.
W myśli geopolitycznej Cata kluczowym pojęciem jest mocarstwowość. Chciał aby państwo polskie było jak najrozleglejsze terytorialnie, żeby móc przeciwstawić się bolszewickiej Rosji. Krytykował polski nacjonalizm, ponieważ uniemożliwiał on stworzenie właśnie takiego wielonarodowego imperium.
Polska powinna być państwem potężnym, Polska powinna odzyskać swe ziemie historyczne, utracone w haniebnym traktacie ryskim. Naród polski powinien się stać jednym z najpotężniejszych narodów Europy.

### Profaszyzm, prohitleryzm i antysemityzm
W latach 20. Mackiewicz przedstawiał się jako „wielki miłośnik” Benito Mussoliniego. W marcu 1937 roku tak o samym sobie pisał na łamach swojego pisma „Słowo”: „Jestem filohitlerowcem, ze względu na wspólnotę celów, na walkę z bolszewizmem”. Inspirował się też nazistowskimi, rasistowskimi teoriami na temat Żydów. O tym, kto jest, a kto nie jest Żydem, pisał: „Jedyne logiczne, jasne kryterium, jest właśnie kryterium hitlerowskie. Żydem jest ten, kto jest pochodzenia żydowskiego”.

### Współpraca z Józefem Piłsudskim
Stanisław Cat-Mackiewicz bardzo cenił Józefa Piłsudskiego, co było wyjątkowe u przedwojennych konserwatystów. Ci uważali go za socjalistę i radykała. W książce Klucz do Piłsudskiego Mackiewicz wysnuł nawet tezę, że Piłsudski nigdy nie był socjalistą, tylko spadkobiercą romantyczno-niepodległościowej idei powstańczej, który socjalizm traktował instrumentalnie, jako czynnik umożliwiający rozbicie Rosji.
Piłsudski, który w ostatnich latach życia wielokrotnie oświadczał, że nigdy prawdziwym socjalistą nie był, opanował jednak całą partię, ponieważ nikt inny nie poświęcał się dla tej partii tak bardzo jak on, nikt tyle nie ryzykował, nie dawał z siebie tyle energii, zapału, pracy. Wydawnictwa sławnych w Rosji stronnictw rewolucyjnych dociągały zaledwie do kilku numerów, jego „Robotnik”, wychodził regularnie, stale, w podziw wprawiając żandarmów.
Według Jacka Bartyzela, wielkim sukcesem politycznym Mackiewicza było przekonanie „żubrów litewskich” do Przewrotu majowego i samego Piłsudskiego, co swój efekt miało w zjeździe litewskiej arystokracji na zamku w Nieświeżu, u XVI ordynata nieświeskiego ks. Albrechta Radziwiłła, którego gościem był marszałek. Spotkanie to przypieczętowało sojusz konserwatystów z dyktatorem. Sam Mackiewicz uważał, że ten ruch uchronił Polskę przed zwycięstwem sił lewicowych.
Przez naszą „zdradę” obozu prawicowego, przez nasze zawołanie „Niech żyje Piłsudski!”, gdy ziemianie Poznańscy omal nie siedli na koń – sprawiliśmy to, że dziś nie sposób jest uważać zamachu majowego za coś w rodzaju zwycięstwa partii proletariackich nad partiami burżuazyjnymi.
Z punktu widzenia Mackiewicza, aby sojusz ten zaowocował:
Piłsudski musi przyjąć konsekwencję czynu spełnionego w maju 1926 r. – musi zostać Królem i Wielkim Księciem.
W marszałku Piłsudskim widział założyciela nowej dynastii, który jedną z córek miał wydać za któregoś z Radziwiłłów albo hiszpańskich Burbonów.

### Krytyka Becka
Mimo swej sympatii do Piłsudskiego, Mackiewicz ostro krytykował politykę jego następców, w tym politykę zagraniczną Józefa Becka. Popierał jej założenia (uniezależnienie od „egzotycznego” sojuszu z Francją i współpraca z Niemcami) uważał jednak, że były źle realizowane. Nie uwzględniały potencjału militarnego obu państw, który dodatkowo zmieniał się na niekorzyść Polski. Zdaniem Cata Beck nie wykorzystał koniunktury, kiedy Niemcy były słabe (aby załatwić sprawę Gdańska i mniejszości narodowych w obu krajach). Nie uzgodnił także celu współdziałania, którym powinno być utworzenie koalicji antysowieckiej, do której następnie można było włączyć państwa zachodnie.
Ci, którzy twierdzą, że Beck postępował jak uczeń Piłsudskiego lub prowadził politykę Piłsudskiego, niesłusznie ubliżają człowiekowi, który spoczywa w trumnie i bronić się nie może. Piłsudski, gdyby dożył 1936 roku i lat następnych, na pewno wybrałby jedną z dwóch dróg: (1) nie wykluczam, że poszedłby razem z Niemcami na Rosję sowiecką; (2) bardziej prawdopodobne jednak jest, że wyzyskawszy chwilową pacyfikację stosunków polsko-niemieckich dla wzmocnienia Polski, poszedłby na sprowokowanie ofensywy antyniemieckiej, starannie zabezpieczając się od strony Rosji. Ale w żadnym wypadku nie robiłby polityki Becka, która polegała na współpracy z Niemcami w umacnianiu Niemiec w Europie Środkowej, bez jednoczesnego załatwienia spornych spraw niemiecko-polskich, przy pozostawieniu ich w stanie nierozstrzygniętym, otwartym i jątrzącym.
Przyjęcie przez Polskę wojny z dwoma naraz mocarstwami nie było polityką, lecz samobójstwem. O pchnięcie państwa polskiego w kierunku tego samobójstwa oskarżam Rydza i Becka.
Proniemiecka orientacja publicysty była wyłącznie wynikiem kalkulacji geopolitycznej i nie miała nic wspólnego z „germanofilią”. Po zajęciu Czechosłowacji w marcu 1939 roku i zerwaniu przez Hitlera paktu o nieagresji z Polską Cat dokonał gwałtownej reorientacji.

## Odznaczenia
- Krzyż Niepodległości z Mieczami
- Krzyż Walecznych
- Krzyż Kawalerski Orderu Odrodzenia Polski
- Węgierski Krzyż Zasługi II klasy

## Twórczość
- Kropki nad i (1927)
- Dziś i jutro (1929)
- Myśl w obcęgach. Studja nad psychologją społeczeństwa sowietów (1931)
- Książka moich rozczarowań (1939)
- Historja Polski od 11 listopada 1918 r. do 17 września 1939 r. (1941)
- O jedenastej – powiada aktor – sztuka jest skończona. Polityka Józefa Becka (1942)
- Klucz do Piłsudskiego (1943)
- Lata nadziei. 17 września 1939 – 5 lipca 1945 (1945)
- Dostojewski (1947)
- Stanisław August (1953)
- Londyniszcze (1957)
- Muchy chodzą po mózgu (1957)
- Zielone oczy (1958)
- Był bal (1961)
- Herezje i prawdy (1962)
- Europa in flagranti (1965)
- Dom Radziwiłłów (1990)